# Basilometra
Basilometra is een geslacht van haarsterren uit de familie Colobometridae.

## Soort
- Basilometra boschmai A.H. Clark, 1936